# Den Ensomme
Den Ensomme er en amerikansk stumfilm fra 1917 af Edward LeSaint.

## Medvirkende
- Louise Huff som Renee D'Armand
- House Peters, Sr. som Stuart Kirkwood
- John Burton som Doc Nelson
- Eugene Pallette som George Rothwell
- J. Parks Jones